# Gregg Bissonette

‎
Gregg Bissonette (Detroit, 9 de junho de 1959) é um baterista norte-americano conhecido principalmente por seu trabalho junto a David Lee Roth, Steve Vai e Billy Sheehan.
Gregg, como o nome sugere, é irmão do baixista Matt Bissonette. Seus pais também são musicos. Seu pai, Bud Bissonette, é baterista, e sua mãe, Phyllis Bissonette, toca piano e vibraphone.

## Equipamento
- Mapex Drums
- Zildjian Cymbals
- Remo Drum Heads
- Vic Firth Drum Sticks-Gregg Bissonette signature model
- DW Drum Pedals
- Beato Bags

## Discografia

### Solo
- 1992 - Siblings (Dogs In Space Music)[3]
- 1998 - Gregg Bissonette (Shrapnel Records)[4]
- 2000 - Submarine (Favored Nations Entertainment)[5]
- 2013 - Warning Will Robinson! (Favored Nations Entertainment)[6]

### Com outros artistas
| Discografia completa do Gregg Bissonette   | Discografia completa do Gregg Bissonette              | Discografia completa do Gregg Bissonette |
| Artista/Banda                              | Álbum                                                 | Ano                                      |
| ------------------------------------------ | ----------------------------------------------------- | ---------------------------------------- |
| Maynard Ferguson                           | Live from San Francisco                               | 1982                                     |
| Yarborough and Peoples                     | Heart Beats                                           | 1983                                     |
| Brandon Fields                             | The Other Side of the Story                           | 1985                                     |
| The David Lee Roth Band                    | Eat 'Em and Smile                                     | 1986                                     |
| Keiko Matsui                               | A Drop of Water                                       | 1987                                     |
| The David Lee Roth Band                    | Skyscraper                                            | 1988                                     |
| Pat Kelly                                  | Views of the future                                   | 1989                                     |
| Frank Gambale                              | Thunder Downunder                                     | 1990                                     |
| The David Lee Roth Band                    | A Little Ain't Enough                                 | 1991                                     |
| Joe Satriani                               | The Extremist                                         | 1992                                     |
| Steve Bailey                               | Dichotomy                                             | 1992                                     |
| Tab Benoit                                 | Nice and Warm                                         | 1999                                     |
| L.A. Blues Authority                       | L.A. Blues Authority                                  | 1992                                     |
| Stan Bush                                  | Every Beat of My Heart                                | 1992                                     |
| Lanny Cordolla                             | Of Riffs and Symphonies                               | 1992                                     |
| Ann Lewis                                  | Rockadelic                                            | 1993                                     |
| Robin Zander                               | Robin Zander                                          | 1993                                     |
| Joe Satriani                               | Time Machine                                          | 1993                                     |
| Circus of Power                            | Magic & Madness                                       | 1993                                     |
| Vasco Rossi                                | Gil Spari Sopra                                       | 1993                                     |
| Brandon Fields                             | Brandon Fields                                        | 1994                                     |
| Gary Hoey                                  | The Endless Summer II                                 | 1994                                     |
| Joe Satriani                               | Joe Satriani                                          | 1995                                     |
| Richie Kotzen                              | Inner Galactic Fusion Experience                      | 1995                                     |
| Wayne Watson                               | Field of Souls                                        | 1995                                     |
| Bryan Duncan                               | Christmas Is Jesus                                    | 1995                                     |
| Jason Becker                               | Perspective                                           | 1995                                     |
| Mustard Seeds                              | Mustard seeds                                         | 1996                                     |
| Enrique Iglesias                           | Enrique Iglesias                                      | 1996                                     |
| Larry Carlton                              | The Gift                                              | 1996                                     |
| Steve Vai                                  | Fire Garden                                           | 1996                                     |
| Ron Kenoly                                 | Welcome Home                                          | 1996                                     |
| Gary Hoey                                  | Bug Alley                                             | 1996                                     |
| Steve Fister                               | Shadow King                                           | 1997                                     |
| Steve Lukather                             | Luke                                                  | 1997                                     |
| Pat Boone                                  | In a Metal Mood: No More Mr. Nice Guy                 | 1997                                     |
| Kalapana                                   | Captain Santa Island Music                            | 1997                                     |
| Andy Summers                               | Last Dance of Mr. X                                   | 1997                                     |
| Michael Thompson                           | The World According to M.T.                           | 1998                                     |
| Paul Anka                                  | A Body of Work                                        | 1998                                     |
| Bette Midler                               | Bathhouse Betty                                       | 1998                                     |
| Luis Villegas                              | Cafe Ole                                              | 1998                                     |
| Matt Bissonette                            | Spot                                                  | 1998                                     |
| Kombo                                      | Big Blast                                             | 1999                                     |
| Steve Vai                                  | The Ultra Zone                                        | 1999                                     |
| Santana                                    | Supernatural                                          | 1999                                     |
| Carl Verheyen                              | Slingshot                                             | 1999                                     |
| Matt Bissonette                            | Spot 2                                                | 2000                                     |
| Duran Duran                                | Pop Trash                                             | 2000                                     |
| Don Henley                                 | Inside Job                                            | 2000                                     |
| David Benoit                               | Great Composers of Jazz                               | 2000                                     |
| Jann Arden                                 | Blood Red Cherry                                      | 2000                                     |
| Crush Velvet Cowboys                       | Crush Velvet Cowboys                                  | 2000                                     |
| Gordon Goodwin                             | Swingin for the Fences                                | 2001                                     |
| Larry Carlton & Steve Lukather             | No Substitutions: Live in Osaka                       | 2001                                     |
| Steve Mindick                              | So It Begins                                          | 2001                                     |
| Lana Lane                                  | Covers Collection                                     | 2002                                     |
| Jughead                                    | Jughead                                               | 2002                                     |
| Rico Garcia                                | The Beginning                                         | 2002                                     |
| Lana Lane                                  | Winter Sessions                                       | 2003                                     |
| Eric Norlander                             | Music Machine                                         | 2003                                     |
| Engelbert Humperdinck                      | Definition of Love                                    | 2003                                     |
| Under-Radio                                | Bad Heir Ways                                         | 2003                                     |
| Steve Lukather                             | Santamental                                           | 2003                                     |
| Dan Ramsey                                 | Gentle Giants                                         | 2003                                     |
| Robert Downey Jr.                          | The Futurist                                          | 2004                                     |
| Chester E. Smith                           | Monster Groove Party                                  | 2004                                     |
| Raizing Lazarus                            | Raising Lazarus                                       | 2004                                     |
| Rocket Richotte                            | Salute                                                | 2004                                     |
| Vox Tempus                                 | In the Eye of Time                                    | 2004                                     |
| Deep Forest                                | Deep Forest                                           | 2004                                     |
| Matt Bissonette                            | Oh No! Bass Solo!                                     | 2004                                     |
| Owen Kortz                                 | Owen Kortz                                            | 2004                                     |
| Ryan Cabrera                               | Take it all                                           | 2004                                     |
| Richard Marx                               | My Own Best Enemy                                     | 2004                                     |
| Matt Swindells                             | Matt Swindells                                        | 2004                                     |
| Matt Swindells                             | Matt Swindells Here                                   | 2005                                     |
| Ozzy Osbourne                              | Under Cover                                           | 2005                                     |
| Ten by Tuesday                             | Tearing Down the Walls                                | 2005                                     |
| Dan Ramsey                                 | Everybody's Songs But My Own                          | 2005                                     |
| Martin Motnik                              | Bass Invader                                          | 2005                                     |
| Brian Setzer                               | Dig That Crazy Christmas                              | 2005                                     |
| Steve Vai                                  | Real Illusions: Reflections                           | 2005                                     |
| Ray Charles                                | Genius and Friends                                    | 2005                                     |
| Brian Ghiglia                              | Mystery                                               | 2006                                     |
| Dave C. Norman                             | Stratosfear                                           | 2006                                     |
| Santo Garofalo                             | Further Up and Further In                             | 2006                                     |
| Globus                                     | Epicon                                                | 2006                                     |
| Phil Soussan                               | Vibrate                                               | 2006                                     |
| Eric Norlander                             | Hommage Symphoniqe                                    | 2006                                     |
| Michele Pillar                             | I Hear Angels Calling                                 | 2006                                     |
| Dave Rogers                                | Blow Your Mind                                        | 2006                                     |
| Lou Rawls                                  | Lou Rawls Christmas                                   | 2006                                     |
| Various Artists                            | 80's Metal Tribute to Van Halen                       | 2006                                     |
| Rocket Scientists                          | Revolution Road                                       | 2006                                     |
| Harry Shearer                              | Songs Pointed and Pointless                           | 2007                                     |
| Katharine McPhee                           | Katharine McPhee                                      | 2007                                     |
| Andy Summers                               | Synaesthesia                                          | 2007                                     |
| Sasha & Shawna                             | Siren                                                 | 2007                                     |
| Mick Abrahams                              | Rattlesnake Shake Guitar: Music of Peter Green        | 2007                                     |
| Code                                       | The Enemy Within                                      | 2007                                     |
| Cal Leonard and His Orchestra              | Mr. Irrelevant                                        | 2007                                     |
| Daniel Glen Timms                          | La La Land                                            | 2007                                     |
| Keith Emerson Band: Featuring Marc Bonilla | Keith Emerson Band                                    | 2008                                     |
| Overland                                   | Breakaway                                             | 2008                                     |
| Chris Boardman                             | Midtown Moves                                         | 2008                                     |
| Mustard Seeds                              | Mustard Seeds 3                                       | 2008                                     |
| Marco Cardona                              | Instrumentality                                       | 2008                                     |
| Shadrane                                   | Temporal                                              | 2008                                     |
| Dick Wagner                                | Full Meltdown                                         | 2009                                     |
| Colin Hay                                  | American Sunshine                                     | 2009                                     |
| Spinal Tap                                 | Back from the Dead                                    | 2009                                     |
| Norm Stockton                              | Tea in the Typhoon                                    | 2009                                     |
| Jason Sadites                              | Weve                                                  | 2009                                     |
| Randy Jacobs                               | The Return of Randy Dynamite                          | 2010                                     |
| Grand Illusion                             | Brand New world                                       | 2010                                     |
| Ralf Jung                                  | The Art of Pop                                        | 2010                                     |
| The Doobie Brothers                        | World Gone Crazy                                      | 2010                                     |
| Mark Nilan Jr.                             | Hands On                                              | 2010                                     |
| Ringo Starr                                | Live at the Greek Theatre 2008                        | 2010                                     |
| Jet Velvet                                 | Jet Velvet                                            | 2010                                     |
| Dave C. Norman                             | Higher Ground                                         | 2011                                     |
| Cindy Horstman and Friends                 | Fretless                                              | 2011                                     |
| Abby Cubey & Margarita                     | Devil Dressed in Lace                                 | 2011                                     |
| Barry Manilow                              | 15 Minutes                                            | 2011                                     |
| Docker's Guild                             | The Mystic Techocracy: Season 1: The Age of Ignorance | 2012                                     |
| Pentakill                                  | Smite and Ignite                                      | 2014                                     |

### Trilha sonora para TV
- Mad About You
- King of the Hill
- Just Shoot Me
- Friends
- Jeopardy!
- Wheel of Fortune
- RBD

### Trilha sonora para filmes
- Devil Wears Prada
- Bourne Supremecy
- Sex and The City
- Superbad
- Encino Man
- Payback
- Endless Summer 2
- Waiting For Guffman
- For Your Consideration
- Best In Show
- Hope Floats
- The Craft
- A Mighty Wind
- Two Days In The Valley
- Bucketlist
- Forgetting Sarah Marshall
- Finding Nemo
- American Pie
- American Pie 2